# Perizoma
Perizoma är ett släkte av fjärilar som beskrevs av Jacob Hübner 1825. Perizoma ingår i familjen mätare.

## Bildgalleri

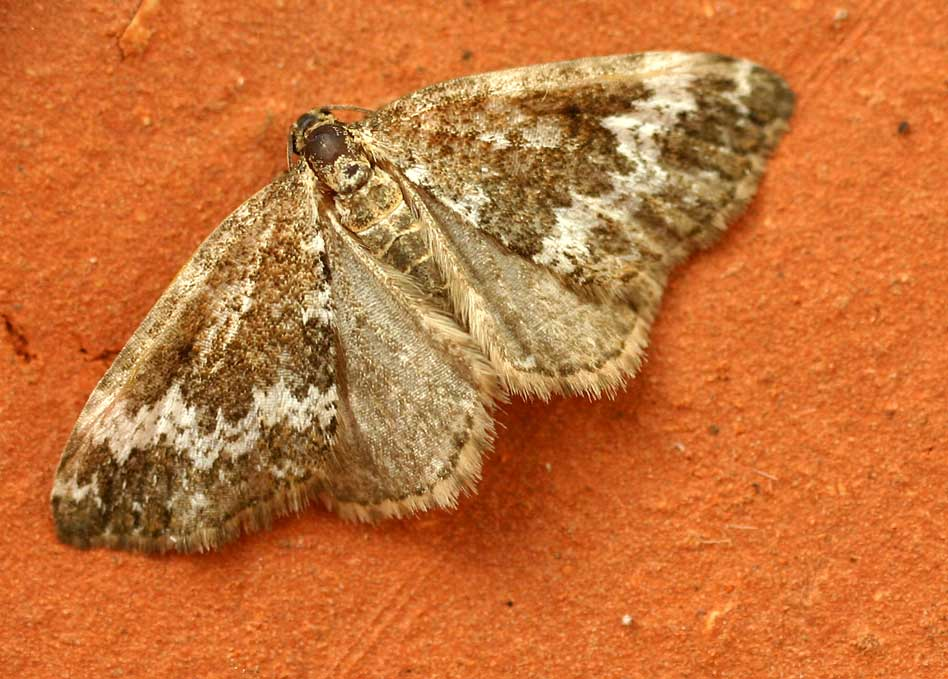

## Dottertaxa tillPerizoma, i alfabetisk ordning[1][2]
- Perizoma ablata
- Perizoma ablegata
- Perizoma ablutata
- Perizoma actuata
- Perizoma adaequata
- Perizoma aequilimbata
- Perizoma affinis
- Perizoma affinitata
- Perizoma alaskae
- Perizoma albida
- Perizoma albidella
- Perizoma albidivisa
- Perizoma albiflua
- Perizoma albimacula
- Perizoma albimacularia
- Perizoma albofasciata
- Perizoma albomedia
- Perizoma albulata
- Perizoma alchemillata
- Perizoma amblyodes
- Perizoma amplata
- Perizoma anguliferata
- Perizoma angustifasciata
- Perizoma antisticta
- Perizoma apantharia
- Perizoma apiceflava
- Perizoma apicesignata
- Perizoma apicistrigata
- Perizoma approximata
- Perizoma aquilaria
- Perizoma arcillata
- Perizoma arctaria
- Perizoma arctata
- Perizoma argentipuncta
- Perizoma arizanensis
- Perizoma aspersa
- Perizoma aurantaria
- Perizoma aureoviridis
- Perizoma baptopennis
- Perizoma basaliata
- Perizoma basiplaga
- Perizoma bicolor
- Perizoma bidentata
- Perizoma bifaciata
- Perizoma bipuncta
- Perizoma blandiata
- Perizoma bogotata
- Perizoma bronnoensis
- Perizoma brunneopicta
- Perizoma caeruleofascia
- Perizoma caeruleosecta
- Perizoma camptogrammaria
- Perizoma candidaria
- Perizoma carnata
- Perizoma carneata
- Perizoma carnepicta
- Perizoma carnetincta
- Perizoma cerva
- Perizoma cinereolimitata
- Perizoma clavior
- Perizoma coarctata
- Perizoma coeruleopicta
- Perizoma comitata
- Perizoma completa
- Perizoma complicata
- Perizoma condignata
- Perizoma conjuncta
- Perizoma constellata
- Perizoma constricta
- Perizoma continua
- Perizoma contrastaria
- Perizoma contrita
- Perizoma corticeata
- Perizoma costata
- Perizoma costiguttata
- Perizoma costimaculata
- Perizoma costinotaria
- Perizoma cretinotata
- Perizoma curvilinea
- Perizoma curvisignata
- Perizoma custodiata
- Perizoma cyrtozona
- Perizoma decolorata
- Perizoma decorata
- Perizoma defasciata
- Perizoma derasa
- Perizoma derasata
- Perizoma didymata
- Perizoma dilacerata
- Perizoma diltilla
- Perizoma discors
- Perizoma dissoluta
- Perizoma divisa
- Perizoma ecbolobathra
- Perizoma effusa
- Perizoma egena
- Perizoma emmelesiata
- Perizoma epictata
- Perizoma ericetata
- Perizoma eudoxia
- Perizoma euphrasiata
- Perizoma exempta
- Perizoma exhausta
- Perizoma explagiata
- Perizoma fallax
- Perizoma fasciaria
- Perizoma fasciata
- Perizoma fasciolata
- Perizoma fatuaria
- Perizoma fennica
- Perizoma flavata
- Perizoma flavescens
- Perizoma flavofasciata
- Perizoma flavosparsata
- Perizoma flexuosaria
- Perizoma foxi
- Perizoma fractifascia
- Perizoma fractifasciaria
- Perizoma fulvida
- Perizoma fulvimacula
- Perizoma fulvistriga
- Perizoma fumosum
- Perizoma gigas
- Perizoma grandis
- Perizoma griseata
- Perizoma gueneeata
- Perizoma haasi
- Perizoma hebrideum
- Perizoma hebudium
- Perizoma herbicolata
- Perizoma herrichiata
- Perizoma hockingii
- Perizoma hydrata
- Perizoma iduna
- Perizoma illepida
- Perizoma illimitata
- Perizoma impromissata
- Perizoma incarnata
- Perizoma inciliata
- Perizoma inconspicuaria
- Perizoma indistincta
- Perizoma interlauta
- Perizoma interrupta
- Perizoma intrusata
- Perizoma japonica
- Perizoma jenischi
- Perizoma lacernigera
- Perizoma lacteiguttata
- Perizoma latefasciata
- Perizoma latifasciata
- Perizoma leucatma
- Perizoma liberata
- Perizoma lineata
- Perizoma lineola
- Perizoma linulata
- Perizoma lucifrons
- Perizoma lugdunaria
- Perizoma lychnobia
- Perizoma maculata
- Perizoma maerens
- Perizoma magistraria
- Perizoma mediangularis
- Perizoma methemon
- Perizoma minimata
- Perizoma minorata
- Perizoma minuta
- Perizoma mirifica
- Perizoma mixticolor
- Perizoma mixtifascia
- Perizoma mokrzeckii
- Perizoma mollis
- Perizoma molybda
- Perizoma monticola
- Perizoma mordax
- Perizoma mundata
- Perizoma muscosata
- Perizoma nassata
- Perizoma neglecta
- Perizoma nidarosiensis
- Perizoma nigrifasciata
- Perizoma nigrofasciata
- Perizoma nigrostipata
- Perizoma niveata
- Perizoma niveiplaga
- Perizoma norvegica
- Perizoma norvegicola
- Perizoma obliquibasis
- Perizoma obscura
- Perizoma obscurata
- Perizoma obsoleta
- Perizoma obtusa
- Perizoma occidens
- Perizoma ochreotincta
- Perizoma ochritincta
- Perizoma odontata
- Perizoma olivacea
- Perizoma orbata
- Perizoma osculata
- Perizoma oxygramma
- Perizoma parahydrata
- Perizoma parallelolineata
- Perizoma particulata
- Perizoma parvaria
- Perizoma pastoralis
- Perizoma pecata
- Perizoma perfasciata
- Perizoma perpusillata
- Perizoma perryi
- Perizoma persectata
- Perizoma peterseni
- Perizoma phidola
- Perizoma planicolor
- Perizoma planior
- Perizoma plumbeata
- Perizoma plumbinotata
- Perizoma poliosama
- Perizoma polygrammata
- Perizoma pravata
- Perizoma promiscuaria
- Perizoma promptata
- Perizoma pronunciata
- Perizoma prouti
- Perizoma pseudobifasciata
- Perizoma pseudoscitularia
- Perizoma pudens
- Perizoma puella
- Perizoma puerilis
- Perizoma pujoli
- Perizoma punctilinearia
- Perizoma quadrinotata
- Perizoma quadriplaga
- Perizoma rantaizanensis
- Perizoma rectifasciata
- Perizoma reducta
- Perizoma renitens
- Perizoma rhombifascia
- Perizoma rivinata
- Perizoma rivulata
- Perizoma romieuxi
- Perizoma rostrinotata
- Perizoma rufistrota
- Perizoma russata
- Perizoma saanichata
- Perizoma saawichata
- Perizoma saawichiata
- Perizoma sagittata
- Perizoma saxea
- Perizoma schistacea
- Perizoma scitularia
- Perizoma semipleta
- Perizoma seriata
- Perizoma silenata
- Perizoma simulata
- Perizoma sordescens
- Perizoma spilophylla
- Perizoma strictifascia
- Perizoma subdesertica
- Perizoma subfasciaria
- Perizoma subviridis
- Perizoma taeniata
- Perizoma taetrica
- Perizoma tahoensis
- Perizoma taiwana
- Perizoma tenuifascia
- Perizoma tenuisecta
- Perizoma thules
- Perizoma tolimensis
- Perizoma trigonata
- Perizoma triplagiata
- Perizoma turbaria
- Perizoma turbulata
- Perizoma unicolor
- Perizoma unicolorata
- Perizoma unifasciata
- Perizoma uniformata
- Perizoma vacillans
- Perizoma variabilis
- Perizoma variaria
- Perizoma venisticta
- Perizoma versatilis
- Perizoma vinculata
- Perizoma vireonaria
- Perizoma virescentaria
- Perizoma viridiplana
- Perizoma zenobia
- Perizoma zimmermanni